# Mārtiņš Cipulis
Mārtiņš Cipulis (* 29. November 1980 in Cēsis, Lettische SSR) ist ein lettischer Eishockeyspieler, der seit 2017 beim HK Kurbads in der Lettischen Eishockeyliga unter Vertrag steht.

## Karriere
Mārtiņš Cipulis begann seine Karriere als Eishockeyspieler beim HK Liepājas Metalurgs, für den er von 1998 bis 2000 sowohl in der East European Hockey League, als auch der Lettischen Eishockeyliga aktiv war, und mit dem er 2000 erstmals Lettischer Meister wurde. Anschließend wechselte er zu deren Ligarivalen HK Riga 2000, mit dem er in den folgenden sechs Jahren jeweils das Finale in der Lettischen Eishockeyliga erreichte, wobei der Angreifer mit seiner Mannschaft 2001, 2004, 2005 und 2006 Meister, sowie 2002 und 2003 Vizemeister wurde. Zudem wurde Cipulis mit Riga in den Jahren 2001 und 2002 Vizemeister der East European Hockey League und erreichte in der Saison 2005/06 den zweiten Platz im IIHF Continental Cup. 
Nachdem Cipulis von 2006 bis 2008 je eine Spielzeit lang für den HK Aquacity ŠKP Poprad aus der slowakischen Extraliga und Metallurg Schlobin aus der Belarussischen Extraliga aufgelaufen war, kehrte er vor der Saison 2008/09 in seine lettische Heimat zurück, wo er einen Vertrag bei Dinamo Riga aus der neu gegründeten Kontinentalen Hockey-Liga erhielt. Für Dinamo absolvierte er zwei Spielzeiten in der KHL, in denen er in 124 Spielen auflief und 19 Tore erzielte. Im Juni 2010 wurde Cipulis von Amur Chabarowsk verpflichtet, kehrte aber nach einem Jahr und erfolgreichem Probevertrag zu Dinamo Riga zurück.
Am Ende der Saison 2011/12 lief sein Vertrag bei Dinamo aus und Cipulis war zunächst vereinslos, ehe er im Dezember 2012 vom HC Lev Prag verpflichtet wurde.
Zwischen 2013 und 2015 lief er erneut für Dinamo Riga in der KHL auf.
In der Saison 2016/17 lief Cipulis für den EHC Lustenau in der Alps Hockey League (2. Österreichische Liga) auf.

### International
Für Lettland nahm Cipulis an der U20-Junioren-B-Weltmeisterschaft 2000, sowie den A-Weltmeisterschaften 2005, 2006, 2007, 2008, 2009, 2010 und 2011 teil. Zudem stand er im Aufgebot Lettlands bei den Olympischen Winterspielen 2006 in Turin sowie  2010 in Vancouver.

## Erfolge und Auszeichnungen
| - 2000 Lettischer Meister mit dem HK Liepājas Metalurgs - 2001 Lettischer Meister mit dem HK Riga 2000 - 2001 Vizemeister der EEHL mit dem HK Riga 2000 - 2002 Lettischer Vizemeister mit dem HK Riga 2000 - 2002 Vizemeister der EEHL mit dem HK Riga 2000 - 2003 Lettischer Vizemeister mit dem HK Riga 2000 | - 2004 Lettischer Meister mit dem HK Riga 2000 - 2004 Bester Stürmer der Lettischen Eishockeyliga - 2005 Lettischer Meister mit dem HK Riga 2000 - 2006 Lettischer Meister mit dem HK Riga 2000 - 2006 2. Platz beim IIHF Continental Cup mit dem HK Riga 2000 - 2018 Lettischer Meister mit dem HK Kurbads |

## KHL-Statistik
(Stand: Ende der Saison 2010/11)